# Unmündigkeit
Der Begriff Unmündigkeit benennt entweder einen Zustand des Nicht-Mündig-Seins (siehe Mündigkeit (Philosophie))  oder den rechtlichen Status einer Person, die aus Altersgründen nicht die volle rechtliche Handlungsfähigkeit und Verantwortlichkeit im Privat- oder Strafrecht hat. Die rechtliche Definition und Details sind national unterschiedlich geregelt. Der Philosoph Immanuel Kant definierte Unmündigkeit als „das Unvermögen, sich seines Verstandes ohne Leitung eines anderen zu bedienen“.

## Deutschland
In Deutschland wird eine unter einer Vormundschaft stehende Person, welche von einem Vormund bzw. dem Jugendamt betreut wird, als Mündel bezeichnet. Der vom Vormund zu verwaltende und mündelsicher anzulegende Geldbestand des Mündels ist das Mündelgeld. 
Die Entmündigung wurde 1992 abgeschafft.  

## Österreich
In Österreich gelten alle Personen, welche das 14. Lebensjahr noch nicht vollendet haben, als unmündig.
Sobald man das 14. Lebensjahr vollendet hat, gilt man als mündig. Mündige Minderjährige sind Personen, welche das 14. Lebensjahr bereits vollendet, das 18. Lebensjahr noch nicht vollendet haben.
Für Personen, die ihr 18. Lebensjahr bereits vollendet haben, wird keine Bezeichnung im Zusammenhang mit der Mündigkeit gebraucht – sie gelten als volljährig.
Dies ist festgelegt im § 21 des Allgemeinen bürgerlichen Gesetzbuches, im § 1 des Jugendgerichtsgesetzes und im § 74 des Strafgesetzbuches.
Die Entmündigung wurde 1984 abgeschafft.

## Schweiz
Ein Unmündiger ist eine Person, die das 18. Lebensjahr noch nicht vollendet hat. Der Begriff wird also gleichbedeutend mit Minderjähriger verwendet.
Die Entmündigung wurde 2013 abgeschafft. 